# Peter Christian Skovgaard

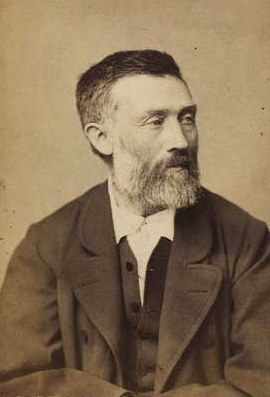
P.C. Skovgaard.

Peter Christian Thamsen Skovgaard, född den 4 april 1817 i trakten av Ringsted, död den 13 april 1875, var en dansk målare och tecknare, far till Joakim och Niels Kristian Skovgaard.

## Biografi
Skovgaard var elev vid konstakademien i Köpenhamn och till J.L. Lund, men den akademiska undervisningen passade föga för hans lynne. Han tog huvudsakligen intryck av Høyen som rådgivare och av sin kamrat Lundbye; han tecknade efter naturen och målade porträtt och små interiörer med figurer. 
Med ens framstod han som en betydande skildrare av dansk natur i Skogsparti vid Jægerspris (1843), som inköptes för Kungliga målerisamlingen, där även flera av hans följande målningar hamnade. År 1845 vann han utställningsmedaljen. År 1854 reste han till Italien, som han sedan åter besökte 1869. 

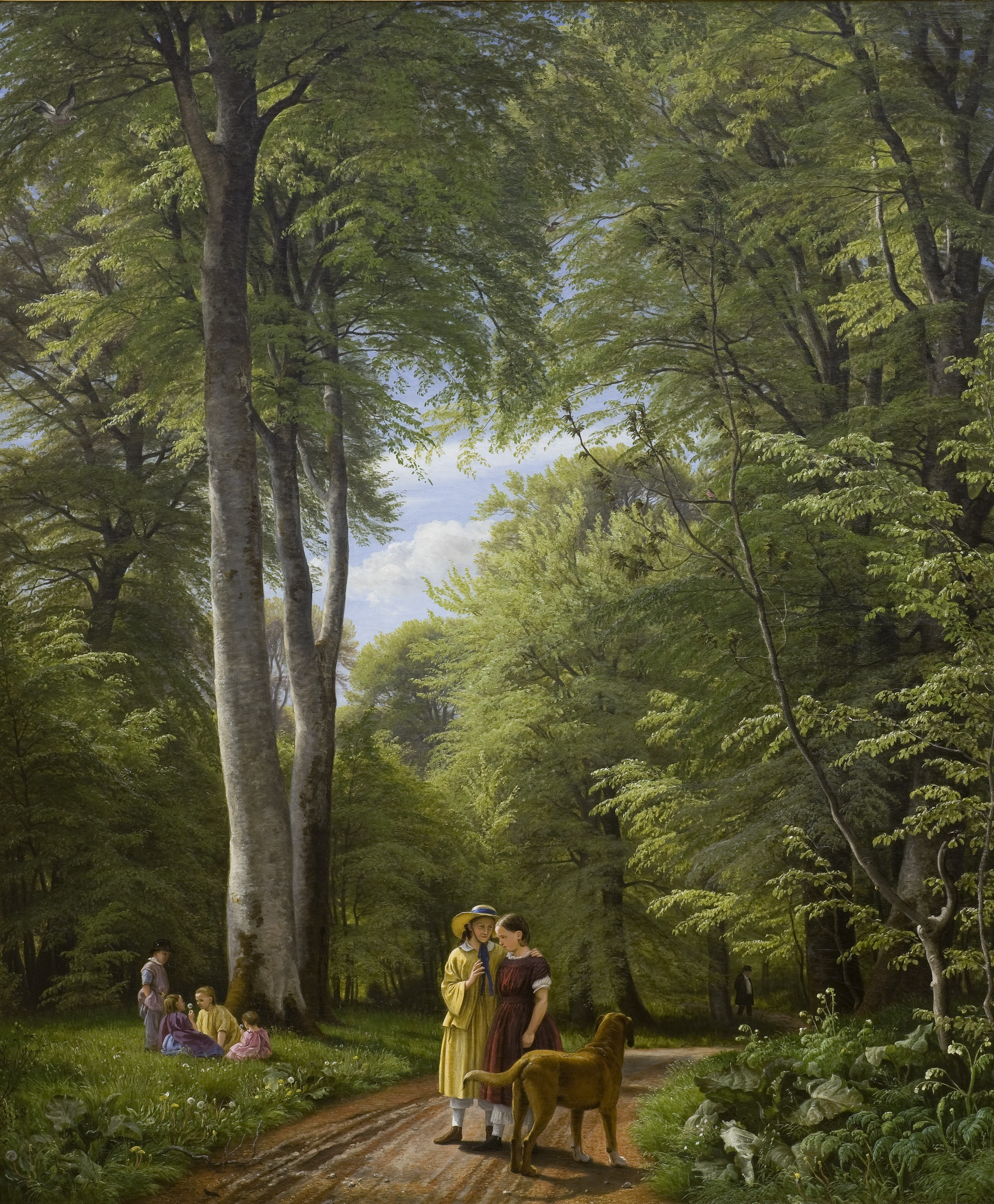
Bokskog i maj, motiv från Iselingen (1857), Statens Museum for Kunst.

Skovgaard erhöll professors namn 1860, men blev först 1864 ledamot av konstakademien och 1874 riddare av Dannebrogen. Han skildrade naturen i olika delar av Danmark, framför allt i Dyrehaven vid Köpenhamn. Den sista större tavla, han fullbordade (1875), skildrade en Sommardag i Dyrehaven med förbidragande åskväder (konstmuseet). 
I återgivandet av bokskogens karaktär ansågs Skovgaard främst bland de samtida danska målarna. Hans studium - yttrade Lundbye - omfattade först och sist "grönskans liv, från det stora trädet till den lilla fina gräsplantan". Hans styrka låg i behandlingen av begränsade motiv, det atmosfäriska livet sysselsatte honom mindre. 
Därför kan det ligga något torrt över hans stämningsskildring. Han gav över huvud mindre stämningar än fakta. Måleriskt står hans studier högre än hans genomarbetade tavlor. Men han hade den skarpaste blick för naturens former, för "allt som hör jorden till och som gror upp ur jorden". 
Typiska för hans landskapskonst är hans parkmotiv med yppig vegetation; trots det omsorgsfullt och tålmodigt analyserande och minutiöst detaljerade i hans sätt att måla och trots den hårda, oljetrycksartade färgen ger de ett dekorativt intryck. Han gav det danska landskapet en stil, som blev av betydelse för samtidens och för senare tids danska naturskildring. 
Skovgaard är representerad i Köpenhamns konstmuseum med ett 20-tal landskap, dessutom av prov på hans interiör- och porträttmåleri (porträttet av skulptören Freunds hustru 1861), i Hirschsprungs museum (12 landskap och flera teckningar).

## Representation
Skovgaard finns representerad vid bland annat Statens Museum for Kunst, Metropolitan Museum, Nationalmuseum, Göteborgs konstmuseum, Malmö konstmuseum, Nasjonalmuseet, ARoS Aarhus Kunstmuseum, BRANDTS - Museum for kunst & visuel kultur, Den Hirschsprungske Samling, Fuglsang Kunstmuseum, Museum Nordsjælland, Nivaagaards Malerisamling, Glyptoteket, Ordrupgaard, Randers Kunstmuseum, Skagens Museum, Thorvaldsens Museum, Vejlemuseerne och Skovgaard Museet.